# Марсов глобални геометар
Марсов глобални геометар или МГС (енгл. Mars Global Surveyor) је била свемирска летелица лансирана у новембру 1996. коју је за свемирску агенцију НАСА развила лабораторија за млазну пропулзију (ЈПЛ). Ова мисије је означила повратак САД на Марс након 10 година одсуства. Сонда је завршила своју примарну мисију у јануару 2001. године. Током треће фазе продужене мисије, 2. новембра 2006. сонда није одговорила на поруке и команде које су јој послате. Слаб сигнал примљен је три дана касније који је указивао да се сонда налази у сигурносном режиму рада. Сви покушаји да се успостави контакт са сондом су били неуспешни. У јануару 2007. НАСА је званично окончала мисију.

## Спецификације
МГС сонда, произведена у погону Локид Мартина у Денверу, је кутија правоугаоног облика са чије се две опозитне стране налазе соларни панели. У тренутку лансирања, када је била у потпуности напуњена горивом, сонда је имала масу од 1,060 . Већина масе летелице је сконцентрисана у модулу кутијастог облика који се налази у центру летелице. Овај централни део се састоји од два такође правоугаона модула наслагана један на други, од којих се један назива модул са опремом и садржи електронику летелице, научне инструменте и 1750А главни рачунар. Други модул се назива погонски модул и садржи резервоаре са горивом и ракетне моторе летелице.

## Научни инструменти
Пет научних инструмената је уграђено на летелицу:
- Марсова орбитална камера или МОК (енгл. Mars Orbiter Camera) којом управља МССС
- Марсов орбитални ласерски алтиметар или МОЛА (енгл. Mars Orbiter Laser Altimeter)
- Спектрометар топлотне емисије или ТЕС (енгл. Thermal Emission Spectrometer)
- Магнетометар и рефлектометар електрона или МАГ/ЕР (енгл. Magnetometer and electron reflectometer)
- Релеј сигнала или МР (енгл. Mars Relay)

Истраживање марсове орбиталне камере (МОК) вршено је помоћу три инструмента: камере уског видног поља која је снимала црно-беле фотографије високе резолуције (типично 1.5 до 12 метара по пикселу) као и фотографије црвеног и плавог спектра користећи широко видно поље (240 метара по пикселу) и фотографије целе планете (7,4 km по пикселу). МОК је вратила преко 240.000 фотографија које су прикупљене током 4,8 година, од септембра 1997. до новембра 2006. Једна фотографија високе резолуције коју сними МОК је широка или 1,5 или 3,1 km. Већина фотографија је мања јер се секу тако да се приказује само део који је од највећег интереса. Дужина фотографија је типично од 3 до 10 km. Када се слика фотографија високе резолуције слика се и фотографија контекста. Она приказује отисак слике високе резолуције и типично покрива област од 115  са резолуцијом од 240 метара по пикселу.
Антена за релеј сигнала коришћена је за комуникацију ровера за истраживање Марса са контролом мисије. За то је коришћен бафер МОК-а величине 12 MB. Укупно, више од 7,6 терабајта података је послато ка Земљи на овај начин.

## Открића
Анализом стотина фотографија високе резолуције, које је сонда прикупила, тим научника је утврдио да атмосферски услови и ветар обликују површину планете, стварајући пешчане дине које су веома сличне онима које се формирају у пустињама на Земљи.
Нека од открића примарне мисије (1996-2001.г.) су:
- Откривено је да планета има слојевиту кору до дубине од 10 km или више. Да би се формирали овакви слојеви, велика количина материјала је морала да буде наталожена или нанета атмосферским условима.

- Слојеви материјала унутар кратера Скјапарели.
- Слојеви у Монументалној долини. Они су настали , једним делом, таложењем материјала помоћу воде. Пошто су слични слојеви нађени на површини Марса, вода је најлогичнији „кривац“ за настајање ових слојева.
- Наслаге унутар старог кратера у Арабији, ови слојеви су можда настали вулканском активношћу, утицајем ветра или воде. Лево су приказани кратери у подножју.
- Наслаге и слојеви на површини Марса.

- Северна полулопта је вероватно препуна кратера, попут јужне, алу су они већином затрпани.
- Многе одлике тла, попут кратера, су затрпане слојем материјала а затим поново откривене.

- Кратер који је затрпан у далекој прошлости је поново откривен ерозијом земљишта.
- Токови лаве који су некада били прекривени а сада се полако откривају.
- Кратер који је затрпан у далекој прошлости, поново откривен ерозијом земљишта.
- Северна полулопта се чини глатком, али је у ствари прекривена затрпаним кратерима.

- Откривене су стотине усека који су настали деловањем текуће воде, могће у блиској прошлости.[5][6][7]

- Група јаруга на северном зиду кратера који се налази западно од кратера Њутн.
- Усеци унутар кратера који се налази близу већег кратера Кеплер, указују на могуће деловање глечера.
- Усеци унутар Кајзер кратера. Усеци се обично налазе на само једној страни кратера.
- Фотографија у боји усека.

## Галерија
- Слика површине Марса објављена 16. октобра 2000.
- Површина Марса.
- Површина Марса.
- Површина Марса сликана 10. августа 1999.
- Површина Марса сликана 10. августа 1999.
- Место слетања ровера Спирит и трагови које је оставио за собом.
- Летелица Марс експрес.
- Летелица Марс Одисеј.
- Група јаруга на северном зиду кратера који се налази западно од кратера Њутн.
- Наслаге унутар старог кратера у Арабији, ови слојеви су можда настали вулканском активношћу, утицајем ветра или воде. Лево су приказани кратери у подножју.
- Слојеви материјала на зидовима кањона.
- Терен на подручју Хелас. Порекло оваквог типа терена је још увек непознато.
- Токови лаве. На овој слици лава је текла ка горњој десној страни.
- Светлији терен представља слој тла испод површине који је избачен ударом.
- На овој фотографији МГС-а приказано је место слетања ровера Опортјунити.
- „Изврнути“ канали. Верује да су ови канали постали издигнути након што се груб материјал наталожио и стврднуо.
- На овој слици је делта покрај великог језера. Овај предео је од великог интереса за геологе јер можда садржи доказе од животу на Марсу.
- Планина Павонис Монс на Марсу.